# Charles Keßler
Karl »Charles« Keßler , švicarski hokejist, * 11. januar 1911, Švica, † 10. april 1998. 
Keßler je igral za klub Zürich SC Lions, za švicarsko reprezentanco pa je nastopil na olimpijskem hokejskem turnirju 1936, kjer je z reprezentanco osvojil trinajsto mesto, ter več svetovnih prvenstvih, na katerih je osvojil dve bronasti medalji.